# Довіра (фільм, 1975)
«Довіра» — радянсько-фінський художній фільм 1975 року, знятий на кіностудіях «Ленфільм» і «Феннада-фільм».

## Сюжет
Дія фільму розгортається протягом всього дня — 31 грудня 1917 року. На засіданні Ради Народних комісарів, що проходила під головуванням В. І. Леніна, після жорсткої дискусії приймається рішення про визнання незалежності Фінляндії.

## У ролях
- Кирило Лавров —   Ленін
- Володимир Татосов —   Свердлов
- Ігор Дмитрієв —   В. Д. Бонч-Бруєвич
- Маргарита Терехова —   Олександра Коллонтай
- Антоніна Шуранова —  Роза Люксембург
- Леонхард Мерзін —   Юкка Рах'я
- Анатолій Солоніцин — Шотман
- Леонід Неведомський —  Іван Покровський
- Олег Янковський —  Юрій П'ятаков
- Інокентій Смоктуновський —  Генерал-губернатор Фінляндії  М. І. Бобриков
- Вілко Сіївола —  прем'єр-міністр Фінляндії Пер Евінд Свінхувуд
- Еса Сааріо —  Куллерво Маннер
- Ярно Хіїллоскорпі —  Юр'є Сірола
- Ееро Салмі —  Густав Ровіо
- Йоран Шауман —  Ейген Шауман
- Євгенія Вєтлова —  секретар Леніна
- Григорій Гай —  член Тимчасового уряду
- Юрій Демич —  Микола II
- Лев Дуров —  шпик в поїзді
- Віктор Запорізький —  червоноармієць
- Валерій Караваєв —  матрос Сергій
- Ігор Кашинцев —  Пуришкевич
- Афанасій Кочетков —  Максим Горький
- Юрій Кузьменков —  Андрій Тимонін
- Ірина Мірошниченко —   Марія Андрєєва
- Тамара Уржумова —  графиня
- Петро Шелохонов —   Покровський
- Георгій Штиль —  полковник
- Олексій Ейбоженко —  Криленко
- Борис Аракелов —  есер
- Всеволод Кузнецов —   Марков
- В'ячеслав Васильєв —   Мірбах
- Олександр Дем'яненко —  текст від автора

## Знімальна група
- Режисери — Віктор Трегубович, Едвін Лайне
- Сценаристи — Владлен Логінов, Михайло Шатров
- Оператор — Дмитро Месхієв
- Композитор — Георгій Свиридов
- Художник — Грач'я Мекінян